# Бобслей на зимних Олимпийских играх 2022 — квалификация
В соревнованиях по бобслею на зимних Олимпийских играх 2022 года смогут принять участие 170 спортсменов (124 мужчин и 46 женщин), которые будут соревноваться в четырёх дисциплинах. Каждая страна может быть представлена не более чем 19-ю спортсменами (13 мужчин и 6 женщин).

## Правила квалификации
Квалификация бобслеистов для участия в Олимпийских играх осуществляется на основании рейтинга IBSF (англ. IBSF Ranking) по состоянию на 16 января 2022 года. Пилоты должны принять участие в восьми разных гонках на трех разных трассах и занять какое либо место как минимум в пяти гонках на двух разных трассах в течение квалификационного периода. Кроме того, пилот должен входить в число 50 лучших рейтинга у мужчин и 40 лучших рейтинга у женщин.
Мужчины
- Тремя экипажами на Играх могут быть представлены 2 страны, трое пилотов которых занимают наивысшее место в рейтинге.
- Двумя экипажами на Играх могут быть представлены 7 стран, двое пилотов которых занимают наивысшее место в рейтинге.
- Одним экипажем на Играх могут быть представлены 10 стран (у двоек) / 8 стран (у четвёрок), лучшие пилоты которых занимают наивысшее место в рейтинге.

Женщины
- Тремя экипажами на Играх могут быть представлены 2 страны (только в двойках), трое пилотов которых занимают наивысшее место в рейтинге.
- Двумя экипажами на Играх могут быть представлены 4 стран, двое пилотов которых занимают наивысшее место в рейтинге.
- Одним экипажем на Играх могут быть представлены 6 стран (у двоек) / 12 стран (в монобобе), лучшие пилоты которых занимают наивысшее место в рейтинге.

Хозяевам Игр гарантировано по одной квоте в каждой дисциплине. Неиспользованные хозяевами квоты перераспределяются в соответствии с рейтингом IBSF.
Квалификационные соревнования
| Соревнование                     | Период           |
| -------------------------------- | ---------------- |
| Кубок мира 2021/2022             | — 16 января 2022 |
| Кубок Европы 2021/2022           | — 16 января 2022 |
| Кубок Северной Америки 2021/2022 | — 16 января 2022 |

## Квалифицированные страны
17 января 2022 года IBSF опубликовала итоговый рейтинг, на основании которого квоты были распределены следующим образом.
| Страна            | Мужчины | Мужчины  | Женщины | Женщины | Спортсменов |
| Страна            | Двойки  | Четвёрки | Монобоб | Двойки  | Спортсменов |
| ----------------- | ------- | -------- | ------- | ------- | ----------- |
| Австралия         |         |          | 1       | 1       | 2           |
| Австрия           | 2       | 2        | 1       | 1       | 10          |
| Бельгия           |         |          |         | 1       | 2           |
| Бразилия          | 1       | 1        |         |         | 4           |
| Великобритания    | 1       | 1        | 1 0     | 1       | 6           |
| Германия          | 3       | 3        | 2       | 3       | 18          |
| Италия            | 1       | 2        | 0+1     |         | 9           |
| Канада            | 3       | 3        | 2       | 3       | 18          |
| Китай             | 2       | 2        | 2       | 2       | 12          |
| Латвия            | 2       | 1        |         |         | 5           |
| Монако            | 1       |          |         |         | 2           |
| Нидерланды        | 1       | 1        | 1       |         | 5           |
| Россия            | 2       | 2        | 1       | 2       | 12          |
| Румыния           | 1       | 1        | 1       | 1       | 6           |
| Словакия          |         |          | 1       |         | 1           |
| Тринидад и Тобаго | 1       |          |         |         | 2           |
| США               | 2       | 2        | 2       | 2       | 12          |
| Украина           |         |          | 1       |         | 1           |
| Франция           | 1       | 1        | 1       | 1       | 6           |
| Чехия             | 1       | 1        |         |         | 4           |
| Швейцария         | 2       | 2        | 1       | 2       | 12          |
| Республика Корея  | 2       | 2        | 1       |         | 9           |
| Ямайка            | 1       | 1        | 1       |         | 5           |
| ВСЕГО: 23 НОК     | 30      | 28       | 20      | 20      |             |

### Перераспределение квот
Перечень НОК, которые могли получить квоту в случае перераспределения. Право имеют только те НОК, которые ещё не получили квоты согласно рейтингу.
| Мужчины                                                       | Мужчины                                               | Женщины                                                   | Женщины                                                |
| Двойки                                                        | Четвёрки                                              | Монобоб                                                   | Двойки                                                 |
| ------------------------------------------------------------- | ----------------------------------------------------- | --------------------------------------------------------- | ------------------------------------------------------ |
| Израиль · Хорватия · Дания · Австралия · Лихтенштейн · Сербия | Хорватия · Австралия · Израиль · Лихтенштейн · Япония | Италия · Нигерия · Бразилия · Польша · Вьетнам · Камбоджа | Ямайка · Республика Корея · Украина · Италия · Вьетнам |